# Nephodia coalitaria
Nephodia coalitaria är en fjärilsart som beskrevs av William Schaus 1911. Nephodia coalitaria ingår i släktet Nephodia och familjen mätare. Inga underarter finns listade i Catalogue of Life.